# Клекачка трёхлистная
Клекачка трёхлистная (лат. Staphylea trifolia) — вид кустарников или небольших деревьев из семейства Клекачковые, распространённый в восточных и центральных районах Северной Америки.

## Биологическое описание
Высокий кустарник или небольшое дерево до 5 м высотой.
Побеги в ранней молодости слабо волосистые, затем голые, оливково-зелёные или жёлто-коричневые. 
Листья тройчатые. Листочки эллиптические или яйцевидные, до 11 см длиной и 6 см шириной, заострённые, остро- и неровнопильчатые, почти всегда сверху голые, снизу в молодости мягковолосистые, позже почти голые. Боковые листочки сидячие, конечные — на черешочках до 4 см длиной.

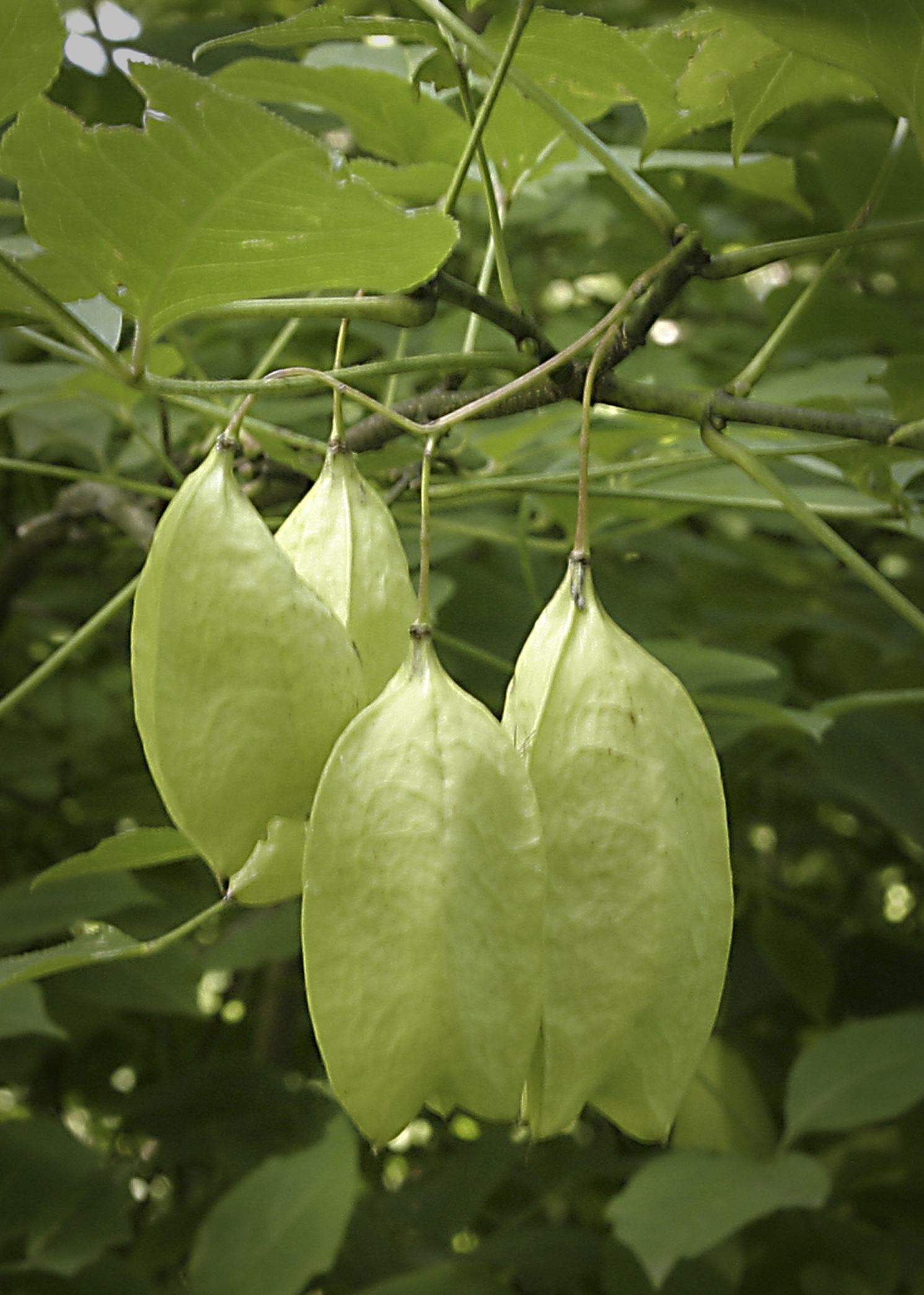
Молодые плоды Клекачки трёхлистной

Растение цветёт в конце мая — начале июня в течение 10—12 дней. Цветки белые в пониклых метельчатых или зонтиковидных соцветиях. Плоды — трёхлопастные коробочки до 5 см длиной и 2—3 см шириной, созревают к концу августа. Зимостойкость высокая.